# Ophiomyia slovaca
Ophiomyia slovaca este o specie de muște din genul Ophiomyia, familia Agromyzidae, descrisă de Cerny în anul 1994.
Este endemică în Slovakia. Conform Catalogue of Life specia Ophiomyia slovaca nu are subspecii cunoscute.